# Diakène Diola
Pour les articles homonymes, voir Diakène.
Diakène Diola est un village du Sénégal situé en Basse-Casamance. Il fait partie de la communauté rurale d'Oukout, dans l'arrondissement de Loudia Ouoloff, le département d'Oussouye et la région de Ziguinchor.
Lors du dernier recensement (2002), la localité comptait 582 habitants et 81 ménages.

## Présentation
Quartiers : 5

– Elouf Badiate, celui de la famille Diatta

– Elouf Bahounouck, celui de la famille Djihounouck

– Elouf Djounout, celui de la famille Bassène

– Elouf Kassine, celui de la famille Assine

– Elouf Sambou, celui de la famille Sambou

Le sol a un relief très accidenté ; avec des champs fertiles, un pâturage abondant et des forêts denses.

## Histoire
Bien qu'elle ait été fondée par Amagnène Diatta ;très grand prêtre serviteur du fétiche « ELIK » Oukoute. Autrefois, Diakène s'appelait KAWAY, rattaché aux villages de « Madiob » et « Eteïlor »pour constituer l'agglomération d'Oukout.
La sortie de Kaway devenu Diakène.

Le site a été découvert par un chasseur dont le nom n'a pas été révélé. Ce dernier a constaté la richesse du sol (champ, rizières) et surtout la présence de la mangrove leur permettant de pratiquer la pêche artisanale et d'exploiter les produits halieutiques.

Les activités socioculturelles et religieuses sont marquées par :

Les circoncision de 1959 et de 1986 par (ces événements constituent une étape dans l'initiation des jeunes à leur future vie d'adulte), d'autre part, les quatre ordinations de prêtres dont la dernière date de 2000.

Depuis 1992, le village de Diakène a subi comme tant d'autres villages, l'influence néfaste de la crise casamançaise qui a ralenti la promotion des activités économiques, à la suite des déplacements massifs des populations (agriculteurs, éleveur, etc.). Avec le retour progressif de la paix, les populations reprennent espoir, en participant à l'effort de reconstruction du village.

## Géographie
Superficie : 4500 ha
Au nord : Diakène Ouolof

A l’est : Boukitingho

Au sud : Essaoute

A l’ouest : Ourong, Une rivière